# NGC 6880
NGC 6880 é uma galáxia espiral barrada (SB0-a) localizada na direcção da constelação de Pavo. Possui uma declinação de -70° 51' 34" e uma ascensão recta de 20 horas, 19 minutos e 29,6 segundos.
A galáxia NGC 6880 foi descoberta em 27 de Junho de 1835 por John Herschel.